# Cotagaita
Cotagaita ou Santiago de Cotagaita est une ville du département de Potosí en Bolivie, et le chef-lieu de la province de Nor Chichas. Sa population s'élevait à 1 645 habitants en 2001.